# Javaanse spoorkoekoek
De Javaanse spoorkoekoek (Centropus nigrorufus) is een vogel uit de familie Cuculidae (koekoeken).

## Verspreiding en leefgebied
Deze soort is endemisch op Java, een eiland in de Republiek Indonesië.

## Status
De grootte van de populatie wordt geschat op 2.500-10.000 volwassen vogels. Op de Rode lijst van de IUCN heeft deze soort de status kwetsbaar.  